# 李述膺
李述膺（1882年—1955年）字龙门，陕西耀州（今耀县）人。中华民国政治人物。

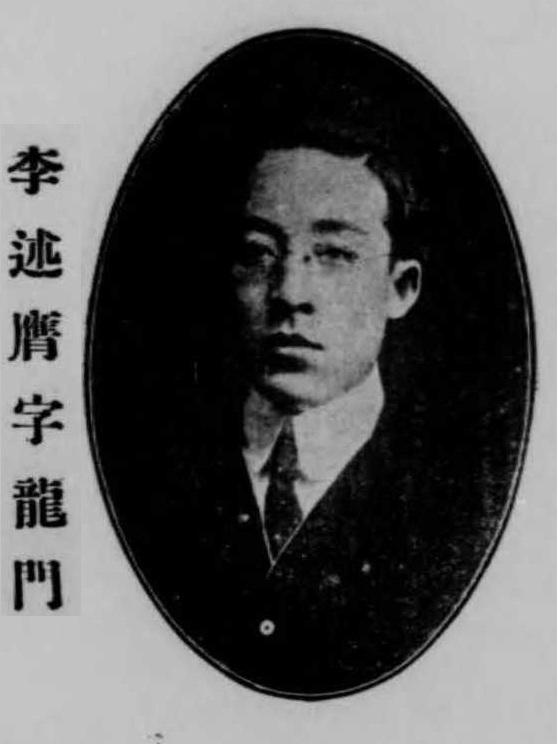

## 生平
1905年，李述膺赴日本留学。武昌起义以后，李述膺归国，参加策划山东独立未成。后来到上海任《民立报》编辑。1913年当选民元国会参议院议员。后来，李述膺返回日本。1915年，李述膺在上海创办《中华新报》。1919年南北议和中，李述膺任南方代表。1924年后，李述膺任北洋政府司法部次长。后来，李述膺长期在北平居住。
中华人民共和国成立后，李述膺任陕西省文史研究馆馆长。
1955年，李述膺逝世。

## 著作
译有《德意志主战论》、《中立法规》。 